# Кунгасалах
Кунгасалах (рус. Кунгасалах) је језеро у Русији. Налази се на територији Краснојарске Покрајине. Површина језера износи 270 km².